# Silvio Marzolini
Silvio Marzolini (* 4. Oktober 1940 in Buenos Aires; † 17. Juli 2020) war ein argentinischer Fußballspieler, der für die Boca Juniors spielte. In den 60er Jahren wurde er gemeinhin als einer der besten Linksverteidiger der Welt bezeichnet.
Marzolini begann seine Karriere in der Jugend von Ferro Carril Oeste und debütierte 1959 in der ersten Liga. Ein Jahr später wurde er vom argentinischen Spitzenclub Boca Juniors verpflichtet und blieb dem Verein bis zu seinem Karriereende treu. Er war hier über Jahre Stammspieler und gewann fünf Ligatitel (1962, 64, 65, 69, 70) und kam in insgesamt 407 Pflichtspielen zum Einsatz.
Insgesamt spielte Marzolini 28 Mal (1 Tor) für die argentinische Nationalmannschaft und nahm an den Fußballweltmeisterschaften 1962 und 1966 teil.

## Einzelnachweis
1. ↑  Murió Silvio Marzolini, ídolo de Boca y lateral irrepetible del fútbol argentino